# Uzakia
Uzakia unica es una especie de araña araneomorfa de la familia Cycloctenidae. Es la única especie del género monotípico Uzakia.  Es nativa de Nueva Zelanda.